# Porcine Reproductive and Respiratory Syndrome
Porcine Reproductive and Respiratory Syndrome (PRRS), virussjukdom hos grisar som ger fortplantningssvårigheter och andningssvårigheter hos ungdjur. Sjukdomen dokumenterades första gången 1987 i Nordamerika och Centraleuropa och viruset isolerades första gången 1991. Sjukdomen kostar den amerikanska grisindustrin runt 600 miljoner dollar årligen.
I Sverige upptäcktes det första fallet av PRRS på en sydsvensk gård i juli 2007. Detta gjordes under en rutinkontroll i det program som skulle försäkra att PRRS inte finns i Sverige. Man hittade smittan på ca 10 gårdar. Samtliga smittade grisar avlivades och senare under året kunde man klargöra att Sverige som första land i världen hade lyckats med att utrota PRRS. Kostnaden för avlivning och sanering uppgick till, för staten, ca 45 miljoner.[källa behövs]